# Roze Meer
Het Roze Meer (Frans: Lac Rose; officieel: Lac Retba ) is een zoutmeer dat op 25 km van de hoofdstad Dakar van Senegal gelegen is in de gemeente Sangalkam. Het is door duinen gescheiden van de Atlantische Oceaan.
Het dankt zijn naam aan de kleur van het water, die rose-achtig tot mauve is al naar het moment van de dag. Dit is te wijten aan het feit dat de hoge zoutconcentratie het licht anders breekt en aan de aanwezigheid van rode plankton en microbacteriën. Door de hoge zoutconcentratie (300-480 g/l) is vrijwel geen leven in het water mogelijk en blijven baders in het water drijven als in de Dode Zee. Het meer is drie meter diep, waarvan anderhalve meter uit zout bestaat en anderhalve meter uit water. Het water komt ondergronds vanuit de oceaan onder de duinen door zodat het gezuiverd wordt.
Het meer heeft een oppervlakte van 3 km² en wordt omgeven door vier wijken: Khar Yalla, Khoss, Virage en Daradji. Sinds de jaren zeventig wordt hier door de bevolking aan zoutwinning gedaan. Ieder individu mag er vrij komen werken op voorwaarde dat hij zich aan bepaalde regels houdt zoals solidariteit en eerlijkheid. Het grootste deel van de arbeiders komen uit het buitenland: Mali, Benin, Niger, Guinee. Het zout wordt gewoon uit het meer geschept en in hoopjes op het strand opgestapeld. Ieder heeft zijn eigen zoutberg met daarop een bordje met zijn naam. De mannen halen het zout uit het water. In de eerste plaats maken ze het los door met puntige stokken in de bodem te steken, dan binden ze een mand tussen hun enkels die ze vervolgens met het losgekomen zout vullen. Ze begeven zich tot aan hun borst in het water, goed ingesmeerd met een vetachtige substantie om zich te beschermen tegen de corrosieve werking van het zout. In één bootje kan één ton zout. Het vullen neemt drie uur in beslag. De boot legen gebeurt door de vrouwen, die daarvoor met zout betaald worden. Daarna wordt het zout aan handelaren verkocht, waarna het grootste deel naar het buitenland gaat. Er zijn drie kwaliteiten: de beste kan als keukenzout dienen, de tweede voor het inzouten van vis en de laatste wordt in Europa gebruikt als strooizout.
Lac Rose heeft grote bekendheid gekregen door het feit dat de Rally Parijs-Dakar hier eindigde.
Lac Rose is een toeristische trekpleister waar veel mensen van zowel het binnenland als het buitenland naar toe trekken. Eind 2022 vonden echter overstromingen plaats waardoor een grote hoeveelheid zoet water het meer instroomde. Dit raakte zijn specifieke roze kleur kwijt. Het water kleurt bruin en groen, en dode vissen spoelen aan op de oevers. Toeristen blijven weg, zoutwinning is onmogelijk door het wegspoelen van de zoutbanken, en men vreest voor permanente beschadiging aan het ecosysteem van het meer. Gevreesd voor een ecologische en economische ramp.
Abayameer · Abbemeer · Abijattameer · Afrerameer · Albertmeer · Assalmeer · Awasameer · Bamendjingmeer · Bangweulumeer · Baringomeer · Basakameer · Bittermeren · Cahora Bassa · Chamomeer · Delcommunemeer · Edwardmeer · Fitrimeer · Georgemeer · Guiersmeer · Hajkmeer · Kabambameer · Kabelemeer · Kabwemeer · Karibameer · Kisalemeer · Kitshomponshimeer · Kivumeer · Kokameer · Kyogameer · Lac Rose · Langanomeer · Mai-Ndombemeer · Manantalimeer · Malawimeer · Manyekemeer · Mofwelagune · Mwerumeer · Mweru-Wantipameer · Naivashameer · Nakurumeer · Nassermeer ·   Nyosmeer · Nzilomeer · Shalameer · Tanameer · Tanganyikameer · Tele-meer · Toshkameren · Tshangalelemeer · Tsjaadmeer · Tumbameer · Turkanameer · Upembameer · Victoriameer · Voltameer · Walilupemeer · Zimbambomeer · Ziwaymeer